# Паркін (білок)
PRKN (англ. Parkin RBR E3 ubiquitin protein ligase) – білок, який кодується однойменним геном, розташованим у людей на короткому плечі 6-ї хромосоми. Довжина поліпептидного ланцюга білка становить 465 амінокислот, а молекулярна маса — 51 641.
| 10         |  | 20         |  | 30         |  | 40         |  | 50         |
| ---------- |  | ---------- |  | ---------- |  | ---------- |  | ---------- |
| MIVFVRFNSS |  | HGFPVEVDSD |  | TSIFQLKEVV |  | AKRQGVPADQ |  | LRVIFAGKEL |
| RNDWTVQNCD |  | LDQQSIVHIV |  | QRPWRKGQEM |  | NATGGDDPRN |  | AAGGCEREPQ |
| SLTRVDLSSS |  | VLPGDSVGLA |  | VILHTDSRKD |  | SPPAGSPAGR |  | SIYNSFYVYC |
| KGPCQRVQPG |  | KLRVQCSTCR |  | QATLTLTQGP |  | SCWDDVLIPN |  | RMSGECQSPH |
| CPGTSAEFFF |  | KCGAHPTSDK |  | ETSVALHLIA |  | TNSRNITCIT |  | CTDVRSPVLV |
| FQCNSRHVIC |  | LDCFHLYCVT |  | RLNDRQFVHD |  | PQLGYSLPCV |  | AGCPNSLIKE |
| LHHFRILGEE |  | QYNRYQQYGA |  | EECVLQMGGV |  | LCPRPGCGAG |  | LLPEPDQRKV |
| TCEGGNGLGC |  | GFAFCRECKE |  | AYHEGECSAV |  | FEASGTTTQA |  | YRVDERAAEQ |
| ARWEAASKET |  | IKKTTKPCPR |  | CHVPVEKNGG |  | CMHMKCPQPQ |  | CRLEWCWNCG |
| CEWNRVCMGD |  | HWFDV      |  |            |  |            |  |            |

A: Аланін

C: Цистеїн

D: Аспарагінова кислота

E: Глутамінова кислота

F: Фенілаланін

G: Гліцин

H: Гістидин

I: Ізолейцин

K: Лізин

L: Лейцин

M: Метіонін

N: Аспарагін

P: Пролін

Q: Глутамін

R: Аргінін

S: Серин

T: Треонін

V: Валін

W: Триптофан

Кодований геном білок за функціями належить до трансфераз, фосфопротеїнів. 
Задіяний у таких біологічних процесах, як транскрипція, регуляція транскрипції, убіквітинування білків, автофагія, альтернативний сплайсинг. 
Білок має сайт для зв'язування з іонами металів, іоном цинку. 
Локалізований у цитоплазмі, ядрі, мітохондрії, ендоплазматичному ретикулумі.